# Efraín Cortés
Efraín Cortés Gruesso (* 10. Juli 1984 in Florida, Valle del Cauca) ist ein ehemaliger kolumbianischer Fußballspieler.

## Verein
Der 1,74 m große Efraín Cortés, genannt „el Guepardo“, agiert auf der Position des Abwehrspielers. Er begann seine Karriere 2004 bei Deportes Quindío. Belegt sind Einsätze in der kolumbianischen Meisterschaft ab dem Jahr 2005. In den Jahren 2007 bis 2009 spielte er für den Millonarios FC. Zu Beginn seines letzten Jahres bei dem Club aus Bogotá schlug er ein Vertragsangebot Chievo Veronas aus. 2010 folgte eine Station bei Deportivo Cali. Sein Verein gewann in jenem Jahr die Copa Colombia. In den Aperturas und Clausuras der Jahre 2011 und 2012 stand er in Mexiko beim Querétaro Fútbol Club unter Vertrag. In der Clausura 2013 war er für Nacional Montevideo in der Primera División aktiv. Am 10. März 2013 erlitt Cortés dort in der Begegnung gegen die Boca Juniors einen Pneumothorax. Bei den Bolsos kam er zu elf Einsätzen in der Liga und bestritt zudem sechs Partien in der Copa Libertadores. Nach der Spielzeit 2013/14 wechselte er nach Mexiko zu Pachuca. Dort lief er in 24 Ligaspielen auf (kein Tor). Anfang Juli 2014 schloss er sich dem Puebla FC an und bestritt in der Saison 2014/15 zehn Erstligaspiele (kein Tor) und fünf Partien in der Copa México. Mitte Juni 2015 bis Ende November 2015 verbrachte er eine Leihstation beim FC Juárez. Von dort kehrte er zunächst zum Puebla FC zurück. Anfang Februar 2016 verpflichtete ihn Atlético Huila. Bei den Kolumbianern wurde er neunmal in der Liga und dreimal in der Copa Colombia eingesetzt. Einen Pflichtspieltreffer erzielte er nicht. Seit Anfang Juni 2016 steht er bei América de Cali unter Vertrag. Bislang (Stand: 23. September 2016) stehen dort neun Ligaeinsätze (kein Tor) in der Primera B und zwei (ein Tor) im Pokal für ihn zu Buche.